# さか松ゲン
さか松ゲン（さかまつゲン）は、2003年4月から2004年3月まで放送された東海ラジオ放送の週末の番組。土曜日は「ワハハだ!さか松ゲン」、日曜日は「ガハハだ!さか松ゲン」と正式名称が異なっていた。

## 放送時間
土曜日・日曜日とも 14時～16時30分

## 出演者・愛称
- 松原敬生（東海ラジオアナウンサー・当時）・松っつあん
- 源石和輝（東海ラジオアナウンサー）・源ちゃん
- 坂口美奈子・さかぐっちー・美奈子

## 放送沿革
- 2003年4月の改編で土日ワイド番組の抜本的見直しのなかで誕生。それまでの源石出演の土曜日昼ワイド「サウンド・ブールバード」と、松原出演の日曜日昼ワイド「松原敬生の歌謡パーティー」を放送終了にさせ、3月まで「土曜はごきげん天野良春ショー」のアシスタントだった坂口も加えて番組スタート。
- 2004春改編にあたってほぼ続投が決まっていたが、急遽日曜日に新番組「ミュージックランキング」が放送されることとなり、それに伴い源石が早川佳樹アナ（当時）に代わり「美味時間」を担当することとなったため放送終了。残された松原と坂口は、新レギュラーに山浦ひさしを迎え、土曜昼ワイド「松原・坂口の土曜はど〜よ!?」 として再出発することとなった。

## 番組コーナー
(以下の内容は2時間30分・フル放送の場合。)

### 土曜「ワハハだ!さか松ゲン」
2時台
- オープニング
- ワハハだ!さか松ゲン
投稿を中心として3人がフリートークを展開するコーナー。
- 爆笑!さか松ゲン物語
3人がリレーで1つの物語を作り上げる。交替時に「馬のいななき」や「おなら」などの効果音が入り、次の者はその音に合わせてストーリーを繋がなければいけないので、3人は悪戦苦闘していた。
番組の主人公兼名物キャラとして「勃夫（たつお）くん」が毎週登場。傑作の一部をCD化する計画もあったが、番組終了とともに幻のものとなった。
- 走（パシ）れ!源チャリ!
源石がお菓子を求めて、幼稚園児のコスプレで自転車「チャパタくん」に乗って東海ラジオのスタジオから名古屋市内を疾走する。スタート地点の生放送中のスタジオで転ぶのがお決まりのギャグ。途中、15時台に行き先からの中継が何回か入る。なお「チャパタくん」の名称は、初回の「爆笑!さか松ゲン物語」で坂口により登場させた謎のインド人「チャパタさん」に由来する。

3時台
- 考えてみよー!さか松ゲン
テーマに沿ったお便り紹介のコーナー。
- ぐち、ぐち、さかぐっちー
「自称」女性からの日常生活や社会に対する不満を電話で受け付け、最後は効果音（爆発音、トイレの水洗音など）で不満を解決する。元は土曜はごきげん天野良春ショーの坂口担当のコーナーを移転させたもの。
- プロモーターさんいらっしゃい
音楽事務所のプロモーターが1名登場し、お薦めの歌手を紹介する。しかし、松原は演歌歌手以外にあまり興味がなかったようだった。

4時台
- おやつの時間
源石が持ち帰ったお菓子を食べつつ、フリートークを展開。ただし、帰着予定時刻の16時に源石が間に合わないことが多く、源石が帰るまでは松原・坂口のフリートークの時間となる。
- エンディング・わさびクイズ
3人が食べる食材の1つにスタッフが大量のわさびを仕込み3人の前に差し出す。3人はそれらを食べながらエンディングトークをすることになるので、視聴者は誰がわさび入り食材を食べたかを投票する。（正解は翌日の放送のオープニングで発表）

### 日曜「ガハハだ!さか松ゲン」
2時台
- オープニング
前日のわさびクイズの正解を発表。その後、交通情報センターからの交通情報を誰が担当するのかを3人が予想する（当初は3人がそれぞれの考えを用いて予想していたが、後に「ある法則」を見つけてからは正解率が上がった）。
- 高齢者クイズ
「自称」60歳以上のリスナーを対象として、歴史上の有名人を当てるクイズを出題。ヒントが3つ出され、レベル甲（第１ヒント）で正解の場合は5,000円相当の漬物セット、レベル乙（第２ヒント）で正解の場合は3,000円相当のお粥セット、レベル丙（第３ヒント）で正解の場合は1,000円相当の海苔セットが賞品となる。
- 教えて!さか松ゲン
3人があるリスナーと電話でつなぎ、リスナーの「秘密」を当てるコーナー。予想するのは、リスナーの職業やペット、好きなものなど様々。3人は5つの質問をすることができるが、正解に触れる質問をするとディレクターの判断でストップがかかる。3人が解答できなければ参加したリスナーにプレゼントを進呈する。

3時台
- 考えてみよー!さか松ゲン
社会問題を真面目に考えるコーナー。実際は土曜日と同じく、テーマを出してリスナーから投稿を募りトークを展開する。
- オレってBigだ!!さか松ゲン
アポなしで有名人に番組出演してもらうよう交渉するコーナー。まったくターゲットとなったタレントとアポイントを取らず、3人のつてで本人に接触しようとする無謀な企画。この企画では、ある有名人が対象になった際、関係者までこぎつけたが、事情を知った関係者が電話で出演交渉をしていた源石に説教をした。このことに源石がマジ切れし、ドアを蹴飛ばしてスタジオから飛び出していったという事件も発生（そのあとスタジオの外で、スタッフ・出演者が源石をなだめる声が放送で流れ、CMをはさんだあと、怒り心頭という状態ながらもしゃべっていた）。結局、松原の友人である島倉千代子とコンタクトが取れたのみで１クールで打ち切りとなった。
- チャパタ教授です。
源石が「チャパタ教授」に扮して、街頭でクイズを出題しながら中継をする。「チャパタくん」には乗らないので、行動範囲は栄周辺に限定された。

4時台
- ホントにホント?さか松ゲン
身の回りで広がっている噂などを検証するコーナー。実験的要素が強かった。
- Jazz談
BGMにジャズを流し、その中で反省を含めたトーク（雑談）をしていく。土日を含め、3人が一番静かに話すコーナーだった。
- エンディング
電話でリスナー1名を加え、4名でトークをすすめる。最後は全員で「さか松ゲン!!」と言って締める。

## エピソード
- 源石が太平洋フェリーにチャパタくん（自転車）を乗船させ、そこからリポートしたという企画もあった。なおこの模様は、プロフィールの「これまでの歩み」に写真付きで掲載されている。
- この番組で、源石が坂口のことを「美奈子」と呼び捨てで言い始めたというのは有名。
- 松原が35年近くのラジオ生活の中で二度と担当したくない番組と後々語っている。（源石と坂口のやりとりが苦になって仕方が無かったという。）
- 最終回ではスタッフもエンディングに登場した（番組内でスタッフを話にすることが多かった）。
- 松原と坂口が担当することとなった土曜はど～よ!?に専属レポーターとして出演することとなった山浦ひさしが、ぴーかんテレビの企画としてテレビクルーとともに番組の打ち合わせに来たことがあった。実際の放送では、プロデューサー･ディレクター（山浦に見た目から「プータローじゃないんですか?」と突っ込まれた）･松原･坂口が映っていたが、源石は映っていたもののテロップ等で紹介されず、源石が不満を漏らしていた。